# Tour du Doubs 2000
Il Tour du Doubs 2000, quindicesima edizione della corsa, si svolse il 17 settembre su un percorso di 200 km, con partenza da Morteau e arrivo a Pontarlier. Fu vinto dal croato Vladimir Miholjević della KRKA-Telekom Slovenije davanti al francese Dominique Rault e allo svizzero Pierre Bourquenoud.

## Ordine d'arrivo (Top 10)
| Pos. | Corridore            | Squadra    | Tempo    |
| ---- | -------------------- | ---------- | -------- |
| 1    | Vladimir Miholjević  | Krka       | 5h02'39" |
| 2    | Dominique Rault      | Big Mat    | s.t.     |
| 3    | Pierre Bourquenoud   | Phonak     | s.t.     |
| 4    | Nicolas Dumont       | Besson Ch. | a 4"     |
| 5    | Mario Manzoni        | Mobilvetta | a 38"    |
| 6    | Gaël Perry           |            | a 44"    |
| 7    | Christophe Faudot    | Bonjour    | a 1'40"  |
| 8    | Mickaël Pichon       | Bonjour    | a 7'16"  |
| 9    | Lorenzo Di Silvestro | Besson Ch. | a 8'34"  |
| 10   | Eric Drubay          |            | s.t.     |